# Robert M. Schoch

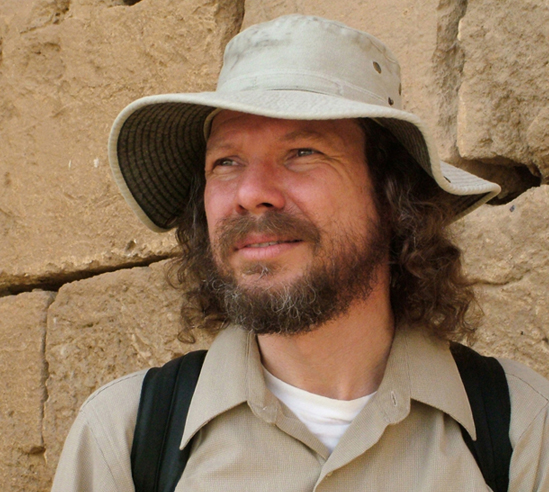
Schoch in Turkije in 2014.

Robert M. Schoch is een Amerikaanse associate professor in de natural sciences aan het College of General Studies, Boston University. Ondanks het feit dat Schoch geoloog en geofysicus is, werd het stofopwaaiende werk waar hij aan bijdroeg en welke hij sinds 1990 uitbreidde - de Sfinx watererosie-hypothese - door veel egyptologen initieel als pseudogeschiedenis bestempeld.

## Jeugd
Schoch is de zoon van Milton en Alicia Schoch. Zijn zuster heet Marguerita C. Schoch.
Schoch kwam op jonge leeftijd al in aanraking met literatuur over het Oude Egypte, via zijn grootmoeder Adriana M. Goetz, die theosofe was. Zij leerde hem open te staan voor een alternatieve kijk op de geschiedenis. Zelf noemt hij zich echter geen theosoof.
Volgens de theosofie werd Atlantis voorafgegaan door Lemurië. Atlantis besloeg alle Noord- en Zuid-Atlantische gebieden, delen van de noordelijke en zuidelijke Grote Oceaan, en omvatte zelfs eilanden in de Indische Oceaan (overblijfselen van Lemurië).' Het grootste deel van Atlantis zou miljoenen jaren geleden ten onder zijn gegaan, 850.000 jaar geleden zou het grote Atlantische eiland Ruta zijn overstroomd, 270.000 jaar geleden Daitya en in 9564 v.Chr. het laatste eiland van Atlantis, (Plato's) Poseidonis. De 'geelgezichten', de voorvaderen van de Turaniërs, Mongolen en Chinezen, vluchtten volgens de theosofie 850.000 jaar geleden oostwaarts naar Midden-Azië, toen Ruta door een meteorietenregen werd verwoest en in de vloedgolven ten onderging. Volgens Schoch hadden Chinezen invloed op de cultuur van Meso-Amerikaanse Olmeken door naar hen toe te varen en zouden er dáárom overeenkomsten tussen de twee beschavingen zijn.

## Opleiding
Schoch ontving een BA in antropologie en een BS in geologie van de George Washington University in 1979. Hij ontving een MS en PhD in geologie en geofysica van Yale University (PhD, 1983). Schochs dissertatie, Systematics, Functional Morphology and Macroevolution of the extinct Mammalian Order Taeniodonta werd in 1986 door het Peabody Museum of Natural History gepubliceerd.

## Onderwijs
Schoch heeft sinds 1984 aan de Boston University onderwezen. Hij kreeg de Peyton Richter Award voor interdisciplinair onderwijs, waaronder biologie, geologie, environmental science, geografie en science and public policy. In 1993 werd een genus van uitgestorven zoogdieren naar hem vernoemd, Robertschochia.

## Gezin
Schoch is getrouwd met Cynthia Pettit en ze hebben twee zonen: Nicholas Robert en Edward Robert. Ze wonen in Attleboro, Massachusetts.

## Werken en gezichtspunten

### Sfinx

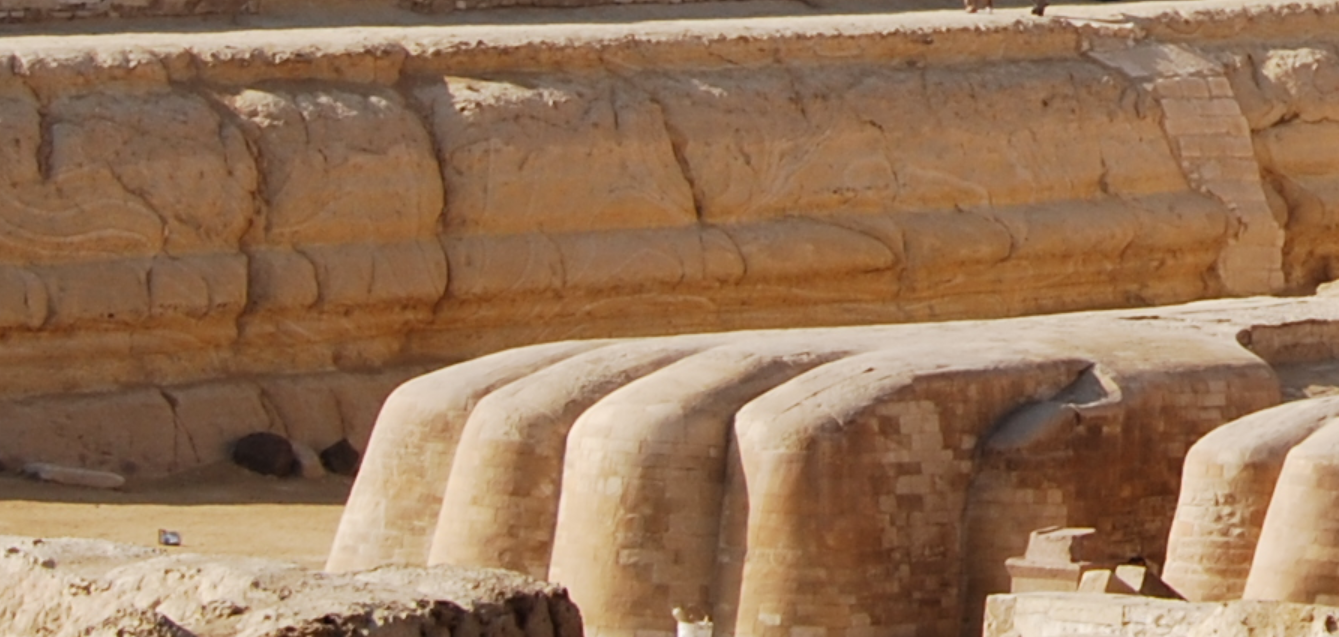
Verticale groeven in de omheinende muur om de sfinx. De muur ontstond door het weghakken van grote steenblokken en het vrijmaken van het lichaam van de sfinx. Volgens geoloog Schoch zijn de groeven het resultaat van zware regenval, die zich alleen voordeed aan het einde van de Laatste IJstijd, ca. 10.000 v.Chr.

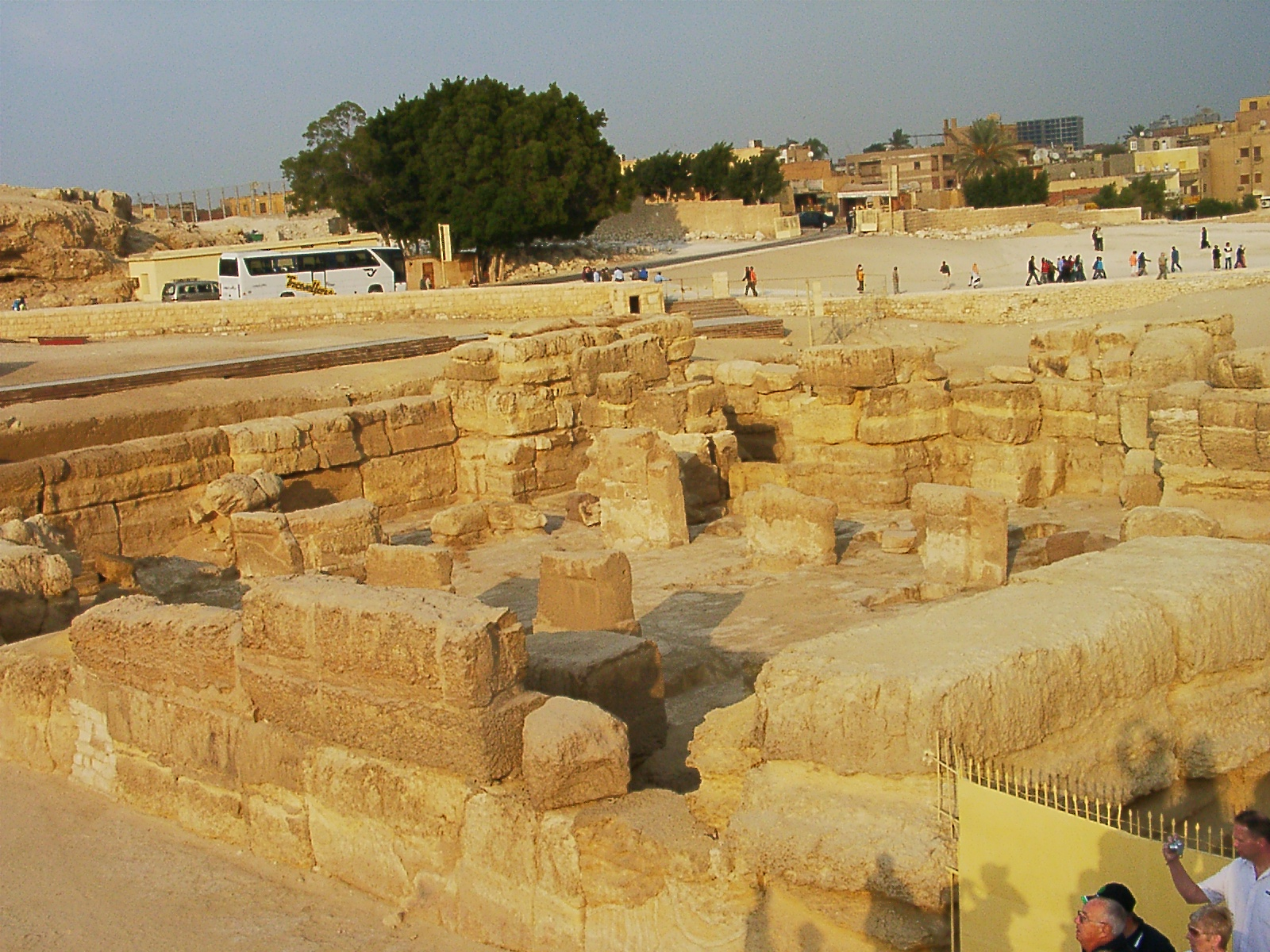
De Tempel van de sfinx. Blokken kalksteen, rond de sfinx, werden uitgehakt en gebruikt voor de tempel ten oosten van de sfinx.

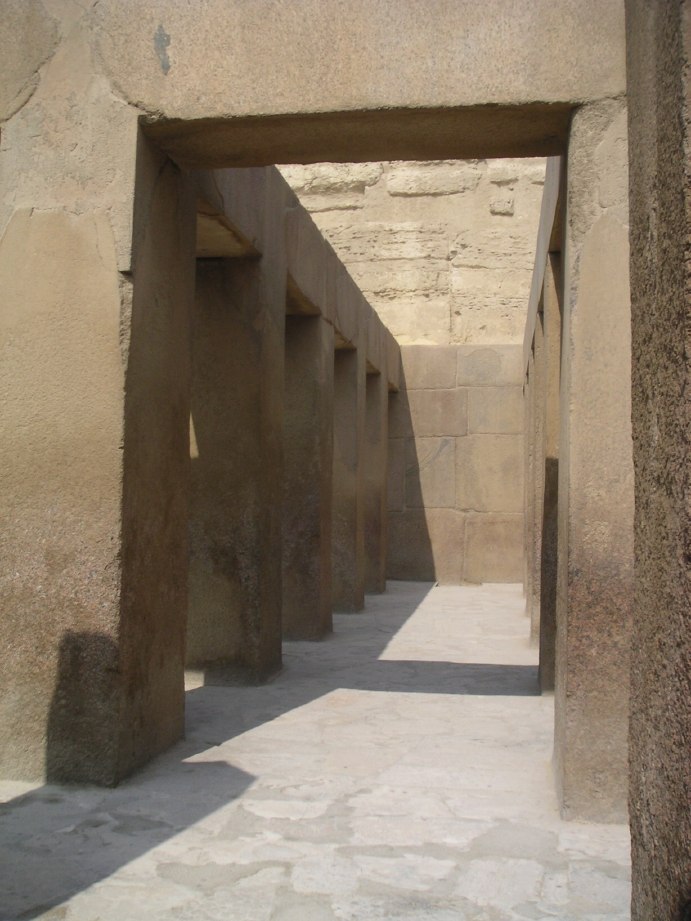
Hal met granieten pilaren in de Vallei-tempel van Chefren, waar zijn beeld werd gevonden.

Schoch is vooral bekend geworden vanwege zijn onorthodoxe bewering dat de Grote Sfinx van Gizeh ouder is dan conventioneel wordt gedacht (ca. 2500 v.Chr.), en dat een catastrofe verantwoordelijk was voor het uitwissen van bewijs van een oudere, onbekende beschaving. In 1991 herdateerde Schoch het monument op 10.000 - 5.000 v.Chr., gebaseerd op kenmerken van watererosie op de omheinende muren van de sfinx, en seismische studies rond de basis van de Sfinx en elders op het plateau.
Blokken kalksteen tot 50 ton werden rond de sfinx uitgehakt - het hoofd stak er bovenuit - en ten oosten van de sfinx gebruikt voor de Tempel van de sfinx en de Vallei-tempel. Met name in de omheinende muren, die vrijkwamen door het uithakken van de blokken, zijn de verticale fissures (groeven) te zien, die het gevolg zouden zijn van precipitation (neerstorten, zware regenval). De kalksteenblokken zijn op een andere manier verweerd dan de granieten dekstenen er omheen, die gemarkeerd zijn met inscripties van het Oude Rijk. De kalksteenblokken van de tempels zijn volgens Schoch verweerd door blootstelling aan zware regenval. Volgens Schoch zijn de granieten dekstenen van een latere tijd, mogelijk van de periode van Chefren. De oorspronkelijke tempels zouden zijn opgericht toen Egypte een nat klimaat had.
Er werden door Schoch en Thomas Dobecki seismologische testen gedaan van de doorsnee van structuren onder de sfinx. Er kwam een patroon uit van ongelijke ondergrondse verwering. In de vloer van de groeve van de sfinx in het noorden, zuiden en oosten was de verwering tot 6-8 voet onder het oppervlak, in het westen tot 4 voet. De westelijke zijde heeft twee muren, de buitenste is hoger en ouder dan de binnenste en de sfinx zou in twee fasen uit de rotsen zijn gehouwen. Mogelijk heeft Chefren de groeve in het westen verdiept en reparatie aan de sfinx uitgevoerd. Er was dus veel tijd overheen gegaan om de sfinx zodanig te verweren dat er reparatie nodig was. Het hoofd van de sfinx is volgens Schoch disproportioneel ten opzichte van het lichaam en heeft relatief recente sporen van beitels. Het hoofd zou in Chefrens tijd kunnen zijn gehouwen uit een eerder hoofd, mogelijk dat van een leeuw. De oudste fase van de sfinx ligt volgens Schoch 2200 tot 4500 jaar vóór Chefrens tijd (dus 4700-7000 v.Chr.) of daarvóór. De sfinx werd gebouwd door een beschaving, maar volgens de conventionele chronologie was die daar toen nog niet en dus moet er volgens Schoch iets mis zijn met die tijdrekening.
In 1992 deelde hij zijn bevindingen tijdens de Convention of the Geological Society of America en tijdens de 1992 Annual Meeting of the American Association for the Advance of Science (AAAS).
Schochs argumentatie werd opgenomen in de documentaire The Mystery of the Sphinx (1993), van de NBC en gepresenteerd door Charlton Heston. Schoch treedt er in op naast auteur John Anthony West. West zocht contact met Schoch nadat hij in zijn Serpent in the Sky de werken van R.A. Schwaller de Lubicz Temple de l'Homme en Roi de la Théocratie Pharaonique had bestudeerd.
Schwaller de Lubicz schreef: 'A great civilization must have preceded the vast movements of water that passed over Egypt, which leads us to assume that the Sphinx already existed, sculptured in the rock of the west cliff at Giza - that Sphinx whose leonine body, except for the head, shows indisputable signs of water erosion' De Lubicz zinspeelde op hevige regenval die de sfinx deed eroderen, terwijl er volgens West in de dynastieke tijd van Egypte geen dergelijke zware regenval was. Daarbij moest de Sfinx voor lange tijd onder woestijnzand begraven hebben gelegen, waardoor erosie door wind was uitgesloten. Volgens Schoch zou deze zware regenval veroorzaakt kunnen zijn door een heftige zonneuitbarsting.

### Piramiden
Schoch schreef ook Voyages of the Pyramid Builders (2003). Volgens hem werden de precolumbiaanse Amerika's langs drie wegen beïnvloed: via China, Zuid-, Zuidoost-Azië enerzijds en via Afrika en het Middellandse Zeegebied anderzijds (Precolumbiaanse transoceanische contact theorieën). Hij beweert dat mogelijk alle "pyramiden" - in Egypte, Meso-Amerika en elders - het resultaat zouden zijn van de verwoesting van een oude protobeschaving in Soendaland tussen 8000 en 6000 jaar geleden door zeespiegelstijging, veroorzaakt door veelvuldige botsingen met kometen. In 2006 onderzocht hij de "Bosnische piramide" ten noorden van Sarajevo, maar hij vond er geen bewijs van een grote, oude beschaving.

### Yonaguni en astronauten
Schoch schreef ook over de Yonaguni-onderwatermonumenten, waar hij vanaf 1997 meerdere malen dook. Het zou volgens hem om een natuurlijke site gaan, mogelijk door mensen naar behoefte aangepast. Schoch schreef ook een essay voor Lost Secrets of the gods, een pseudowetenschappelijk boek over het bestaan van astronauten in de oudheid.

### Parapsychologie
Schoch interesseert zich voor parapsychologie en stelde dat psychokinese en telepathie in potentie mogelijk zijn.

## Reactie van andere academici
Schochs geologische beweringen rond de Sfinx zijn door archeologen en geologen betwist. Volgens de Amerikaanse archeoloog en egyptoloog Mark Lehner kan de Sfinx niet ouder zijn dan de regering van Chefren van de 4e dynastie en is Schochs bewering pseudowetenschappelijk. Volgens Lehner is het gezicht van de sfinx het gebeeldhouwde portret van Chephren. Volgens Frank Domingo, forensisch officier van de New York City Police Department, die Egypte in oktober 1991 bezocht, zijn Chephren en de sfinx niet alleen twee verschillende personen, maar ook van een verschillend ras. Chefren zou meer op een Europeaan lijken, terwijl de sfinx Afrikaanse trekken zou hebben, met een zwaardere, uitstekende onderkaak en bredere neus. Volgens Lehner was de verwering van de sfinx het gevolg van de moderne vervuiling, maar andere structuren van het Oude Rijk hebben er minder onder te lijden gehad dan de sfinx. Volgens geoloog K. Lal Gauri was exfoliation de oorzaak van de verticale groeven: kristallen zouden de kalksteenlaag doen verweren. Dat effect kan zich niet voorgedaan hebben toen de sfinx door zand bedekt was en bovendien geven andere kalksteenstructuren, zoals de tombes uit de 26e dynastie (ca. 600 v.Chr.) onder dezelfde omstandigheden niet dezelfde vormen van verwering.
Volgens geoloog James Harrell was (nat) zand dat tegen de kalksteen lag de oorzaak van slijtage. Runnels, de verticale groeven in de kalksteen van de sfinx en de groeve, aan de top wijder zijn dan onder, zijn volgens Schoch het resultaat van stromend water. Ian Lawton en Chris Ogilvie-Herald leverden in hun boek Giza: The Truth kritiek op Schochs analyse van de seismische data en diens theorie van constructie in twee fasen. Volgens geoloog Farouk El-Baz was de sfinx uit reeds verweerde rotsen gehouwen en was in feite een yardang. Volgens Zahi Hawass was de kwaliteit van de kalksteen zo beroerd, dat er direct in de periode van het Oude Rijk reparatie nodig was.
Ook historicus Ronald H. Fritze noemt Schoch een pseudohistorische en pseudowetenschappelijke schrijver.
De Inventaris-stèle (of stèle van Cheops' dochter) stelt dat de sfinx er al was in Cheops' tijd en dat Cheops het hoofddeksel van de sfinx repareerde nadat deze door bliksem was beschadigd. De stèle wordt door egyptologen als een vervalsing uit de oudheid beschouwd.
Selim Hassan onderzocht de getuigenissen van de ouden vanaf Romeinse tijden en allen plaatsen de sfinx in een eerdere tijd dan de piramiden van Gizeh. Volgens orale tradities van dorpen rond Gizeh zou de sfinx ten minste 5000 jaar ouder dan Chefren zijn.
Geoloog David Coxill ondersteunt in zijn boek InScription: Journal of Ancient Egypt Schochs hypothese dat de sfinx uit een tijd moet stammen van zware regenval en dus ouder moet zijn dan de traditionele datum die er aan gegeven wordt. Ook volgens Colin Reader, geological engineer, moet niet alleen de sfinx, maar ook Khafre's Causeway, een deel van de Mortuary Temple en de Tempel van de sfinx opnieuw worden gedateerd (volgens Reader 2800-2600 v.Chr.).
Schoch is eveneens bekritiseerd voor zijn onorthodoxe idee dat Göbekli Tepe werd beïnvloed door een solar event, dat zou kunnen zijn waargenomen op Paaseiland, volgens Jason Colavito een bizarre fantasie.

## Werken
- Phylogeny Reconstruction in Paleontology, 1986. ISBN 0-442-27967-1.
- Systematics, Functional Morphology and Macroevolution of the Extinct Mammalian Order Taeniodonta, 1986. ISBN 0-912532-04-1
- Stratigraphy: Principles and Methods, 1989. ISBN 0-442-28021-1.
- Case Studies in Environmental Science, 1996. ISBN 0-314-20397-4.
- Voices of the Rocks: A Scientist Looks at Catastrophes and Ancient Civilizations, 1999. ISBN 0-609-60369-8.
- Horns, Tusks, and Flippers: The Evolution of Hoofed Mammals, met Donald R. Prothero, 2003. ISBN 0-8018-7135-2.
- Voyages of the Pyramid Builders: The True Origins of the Pyramids from Lost Egypt to Ancient America, 2003. ISBN 1-58542-320-3.
- Environmental Science: Systems and Solutions, met Michael McKinney, 2003. ISBN 0-7637-0918-2.
- Pyramid Quest: Secrets of the Great Pyramid and the Dawn of Civilization, TarcherPerigee, 2005. ISBN 1-58542-405-6.
- Environmental Science: Systems and Solutions, met Michael L. Mcinney, Logan Yonavjak, 2007. ISBN 0-7637-4262-7.
- Environmental Science, met Andrew H. Lapinski, Anne Tweed, 2007. ISBN 0-13-069900-4.
- The Parapsychology Revolution: A Concise Anthology of Paranormal and Psychical Research, 2008. ISBN 1-58542-616-4.
- Forgotten Civilization, The Role of Solar Outbursts in Our Past and Future, 2012. ISBN 978-1-59477-497-3.
- Origins of the Sphinx: Celestial Guardian of Pre-Pharaonic Civilization, met Robert Bauval, 2017 ISBN 978-1-62055-526-2

### Voyages of the Pyramid Builders
Na een opsomming en beschrijving van verschillende piramiden wereldwijd, legt Schoch uit dat independent invention staat tegenover diffusionism in het verklaren van overeenkomstige bouwwerken in gebieden, die door oceanen van elkaar waren geïsoleerd. De meerderheid van de wetenschappers staat in het kamp van de 'onafhankelijke uitvinding' en een minderheid denkt dat een bepaald centrum verantwoordelijk was voor ideeën (taal, geloof, architectuur), die naar andere gebieden werden overgebracht.
Schoch wijst op verschillende manieren waarop de Amerika's kunnen zijn bevolkt. Mensen kunnen niet alleen via de Beringstraat uit Oost-Siberië naar Alaska zijn getrokken, omdat er mensen in de Amerika's woonden, vóór die doorgang er was (12.500 v.Chr.). De Maya's zeiden bijvoorbeeld zelf, in hun Popol Vuh, dat ze met schepen uit het oosten kwamen. John L. Sorenson (1924-2021) stelde een lijst op met overeenkomsten tussen het oude Midden Oosten en Meso-Amerika (astronomie, observatoria, wiskunde, het getal '0', papier, ideeën van hemel en hel, verlorenwasmethode, hiërogliefen schrijfsysteem, de slang als symbool van wijsheid), en Schoch telt daar overeenkomsten met Peru bij op (rieten boten, schedeltrepanatie). Hij schrijft over de witte bebaarde cultuurhelden van de Amerika's (Viracocha, Quetzalcoatl, Votan, Itzamná), die over het water kwamen en verdwenen.
Hij schrijft over de groene tuinboon (Phaeolus vulgaris, gevonden langs de Peruaanse kust van vóór de Inca's en Spanjaarden), de fleskalebas (Lagenaria vulgaris of Lagenaria siceraria, gevonden in Mexico en Peru), katoen (Gossypium), manier van weven (praktisch dezelfde techniek in Oude- als Nieuwe Wereld), shellfish purple van Michoacán tot Ecuador (een moeilijk proces, in beide werelden geässocieerd met koninklijkheid en vruchtbaarheid), die in beide werelden voorkomen en daar van de ene wereld naar de andere zouden moeten zijn gebracht door zeevaarders. Ook schrijft hij over maïs, dat volgens de Russische botanicus N.N. Kuleshov al vóór de Portugezen en Spanjaarden in Azië bestond en door Hieronymus Bock 'graan van Azië' werd genoemd en via Arabië naar Duitsland zou zijn gekomen. Door anderen werd maïs frumentum turcicum asiaticum genoemd, graan uit Aziatisch Turkije. Kippen zouden niet met de Spanjaarden naar de Amerika's zijn gekomen, want ze liepen al in Cuzco rond, toen Pizarro Peru binnenviel, 31 jaar, nadat Pedro Alvares Cabral in 1500 kippen naar de kust van Brazilië bracht. Daarbij leken de kippen van de inheemse Amerikaanse bevolking meer op de Aziatische (melanotische variant met donker vlees en donkere botten) dan op de Europese variëteit. Deze melanotische kip heet kharcha in India, karaka bij de Arawak van noordelijk Zuid-Amerika. In China ke, ki, kai en in Maya ke, ki, ek, ik. In Japan mendori, ondori, bij de Tarahumara van Noordwest-Mexico otori, totori, dus klinkt niet als het Spaanse gallo, gallina, pollo.

Bricks from Comalcalco
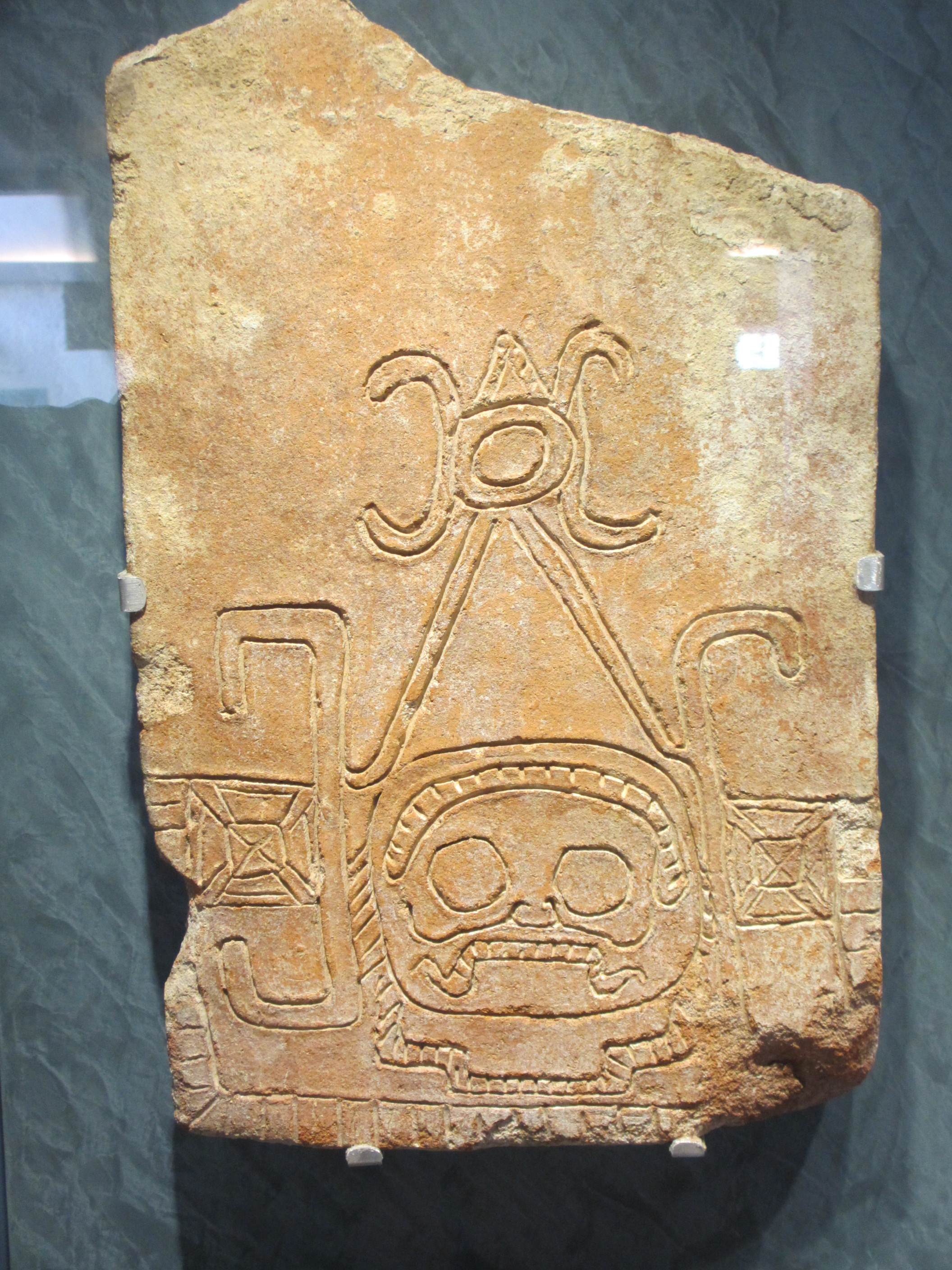
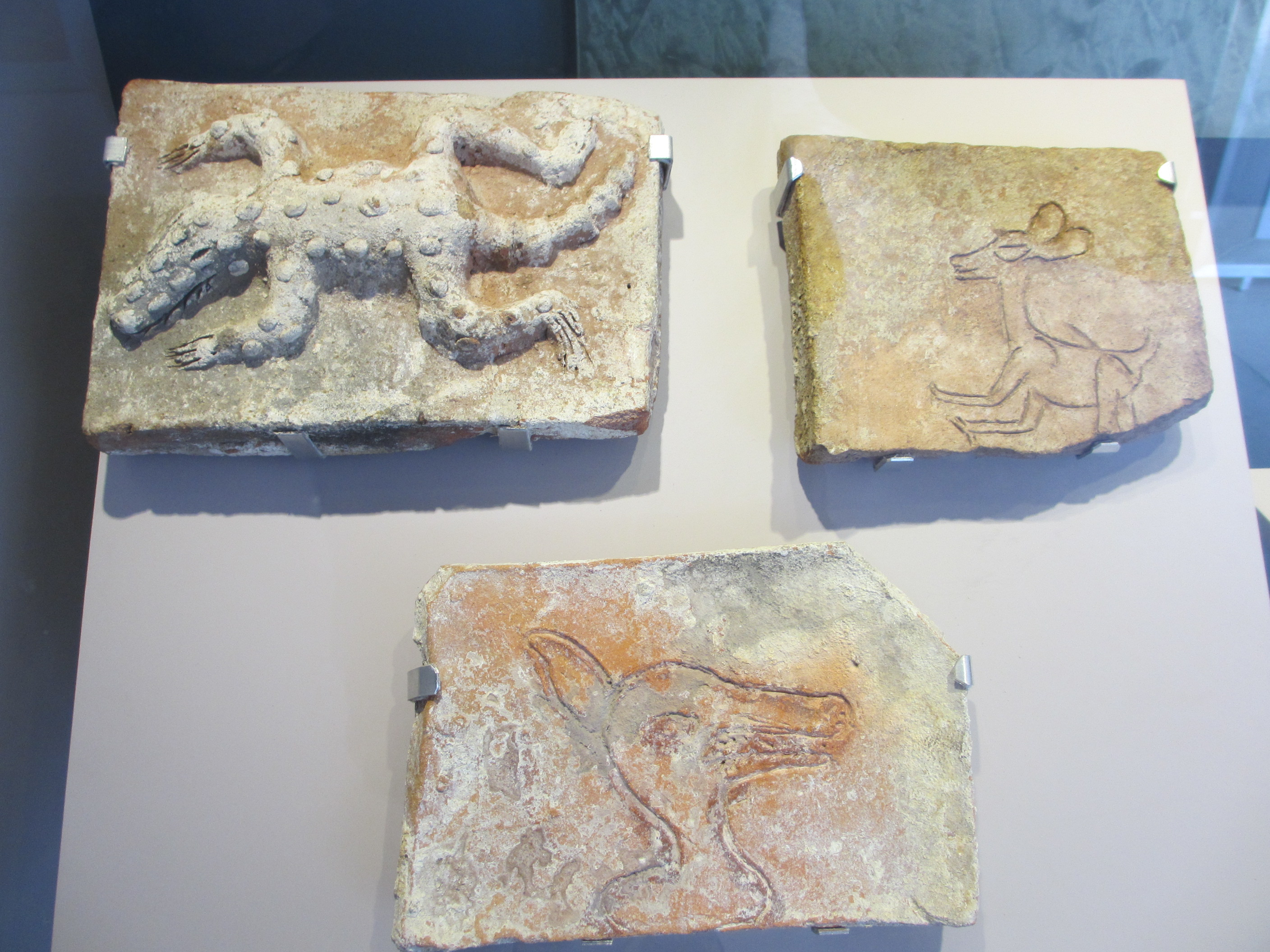
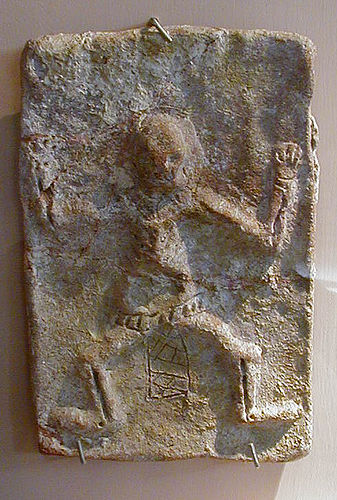
Comalcalco, waar Maya's bij uitzondering bakstenen gebruikten in plaats van gehouwen kalksteen. De ingeschreven binnenzijden van de bakstenen waren niet zichtbaar.

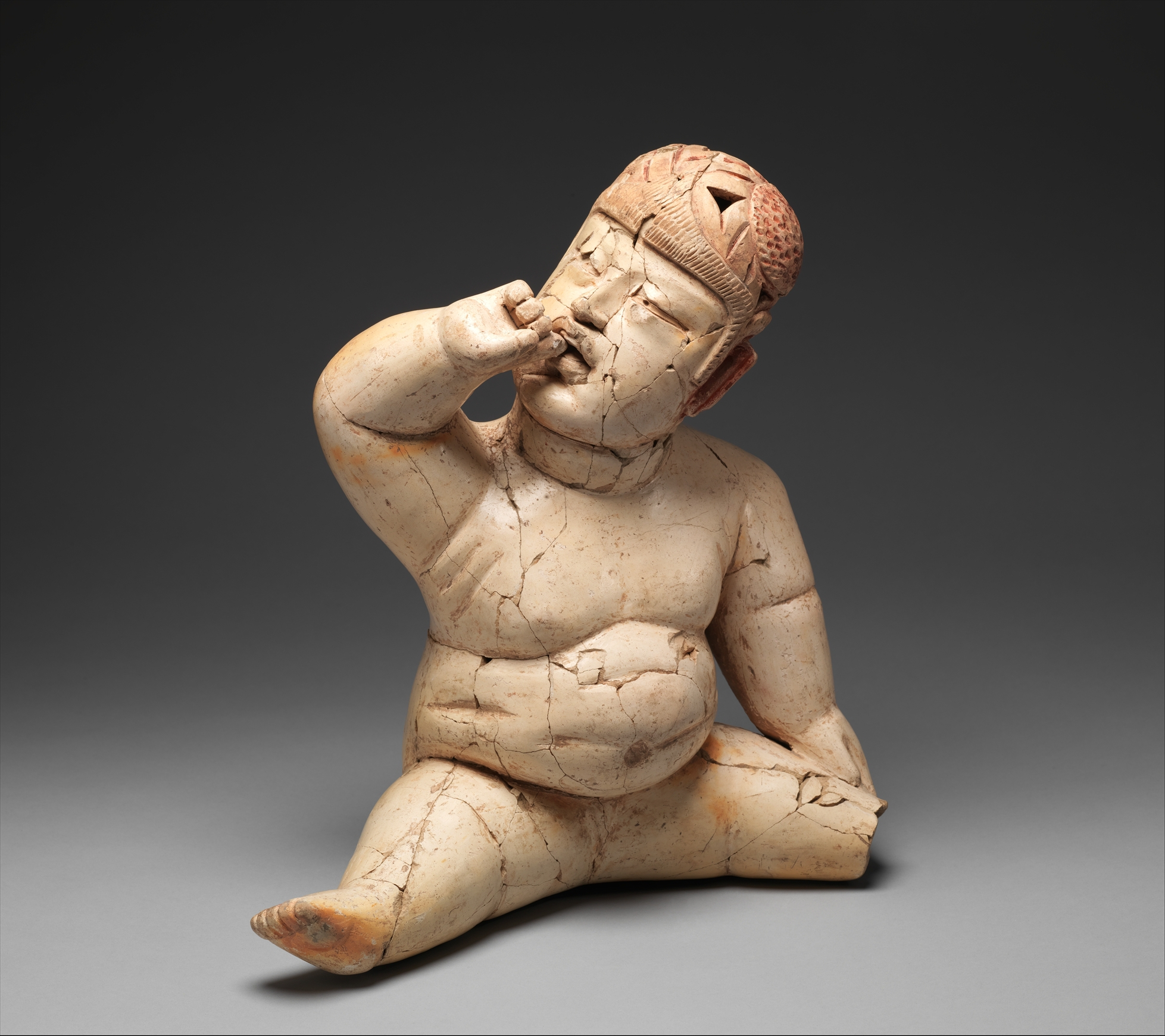
Olmeeks, zittend figuurtje, 12e–9e eeuw v.Chr., beschilderd aardewerk, Metropolitan Museum of Art (New York City)

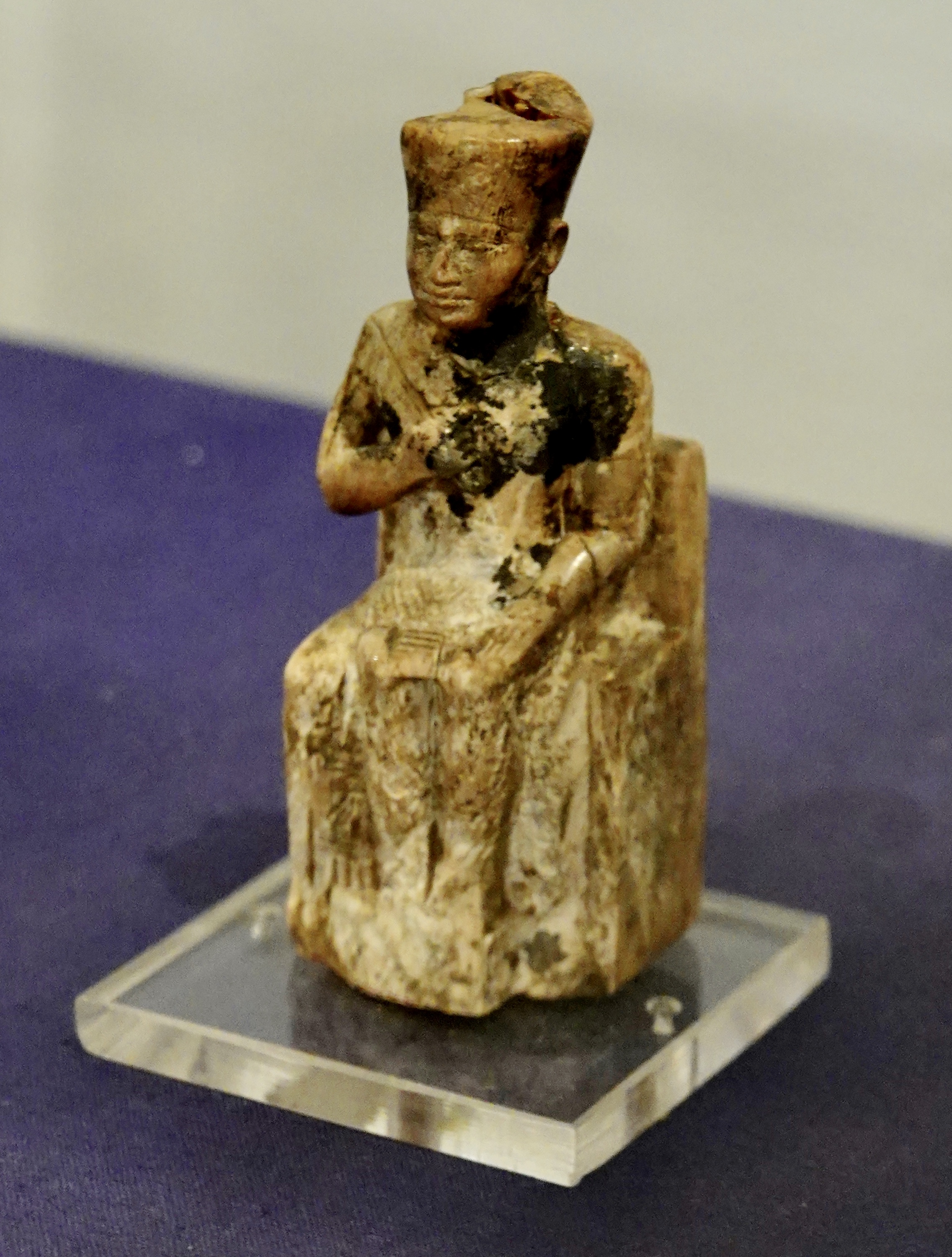
Farao Cheops (regering 2589-2566 v.Chr.), de veronderstelde bouwer van de piramide van Cheops, Caïro Museum, Egypte.

Schoch ziet overeenkomsten tussen het Amazonegebied en Zuidoost-Azië, zoals in de blaaspijp, boomschorskleding, kano's en wonen in grote gemeenschappelijke langhuizen. Volgens de archeologen Emilio Estrada en Betty J. Meggers kwam aardewerk uit Valdivia in Ecuador van de Jomon-cultuur in Kyushu, Japan. Bepaald schrift op gemarkeerde bakstenen van de Mayastad Comalcalco (Maya's gebruikten daarvoor en daarna geen bakstenen) kwam volgens Schoch, mogelijk via de Harappa-cultuur (die veel gebruik maakte van bakstenen) van de Indusvallei, van Marija Gimbutas' 'Oude Europa' (7000-3500 v.Chr.) De Britse wetenschapper Joseph Needham zag verschillende overeenkomsten tussen China en Meso-Amerika (verering van jade, verven van jaden kralen met rode verf, piramidale platforms, ruim begrip van tijd, gebruik van twee cycli voor tijdrekening, gebruik van de '0', metaalbewerking, irrigation and hydraulic engineering, kopergeld). Gordon Ekholm, curator van het American Museum of Natural History dacht in 1964 dat de Olmeken iets aan Bronstijd China te danken hadden. H. Michael Xu van de Central Oklahoma University dacht aan een zeereis van de Shang-dynastie naar Meso-Amerika.
Er zouden zich in de afgelopen 20.000 jaar door komeetinslagen drie grote vloeden hebben voorgedaan: in ca. 12.000-11.500 v.Chr., 10.500-9500 v.Chr. en 6000-5500 v.Chr. Na de laatste vloed van ca. 6000 v.Chr. zouden bewoners van Soendaland wegens de rijzende zeespiegel noordwest- en oostwaarts zijn getrokken. Noordwestwaarts eerst richting Soemerië, Egypte en Mesopotamië en in de tweede plaats naar India, Zuidoost-Azië en China. Van Egypte en Afrika naar Meso-Amerika en de Andes. Oostwaarts naar Peru (Aspero) en van China in de 12e eeuw v.Chr. naar La Venta van de Olmeken in Meso-Amerika en vandaar naar het zuiden. Schoch werd geïnspireerd door het idee, dat de beschaving zich van oost naar west uitbreidde, door Eden in the East: The Drowned Continent of Southeast Asia (1998) van de fysicus Stephen Oppenheimer. Volgens Oppenheimer zijn de Austronesische talen afkomstig van Soendaland. De sprekers van Austronesisch in Zuidoost-Azië en Polynesië kennen meer vloedverhalen dan enige andere taal- of cultuurgroep. Dat kan er op wijzen dat de verhalen daar vandaan kwamen. Schoch wijst ook op een eenheid onder de volken, ouder dan het verzinken van Soendaland. Zo ontwikkelden Merritt Ruhlen en John D. Bengtson 40 basiswoorden, die het bestaan van één oorspronkelijke taal (Proto-World) moeten demonstreren.